# Euphorbia fasciculata
Euphorbia fasciculata är en tvåhjärtbladiga växtart som beskrevs av Carl Peter Thunberg. Euphorbia fasciculata ingår i släktet törlar, och familjen törelväxter. Inga underarter finns listade i Catalogue of Life.